# Edvard Forsström
Edvard August Forsström, född 18 september 1854 i Hedemora, död 12 januari 1934 i Eksjö, var en svensk tecknare.
Edvard Forsström studerade på Konstakademien i Stockholm 1876–1883. Han blev sedan politisk skämttecknare för bland annat Söndags-Nisse (1880–1901), där han efterträdde Bertrand Thelin, och Puck (1901–1916), samt dagskommentator i bildform för en stor mängd tidskrifter och kalendrar. Han illustrerade dessutom barn- och vuxenböcker varav många med Stockholmsmotiv. Ett urval ur hans gärning finns i bilderboken Boströms bilderbok. En statsministers saga (1900). Forsström är representerad vid bland annat Nationalmuseum i Stockholm. Han är gravsatt på Gamla kyrkogården i Eksjö.